# Finał Mistrzostw Świata w Piłce Nożnej 1998

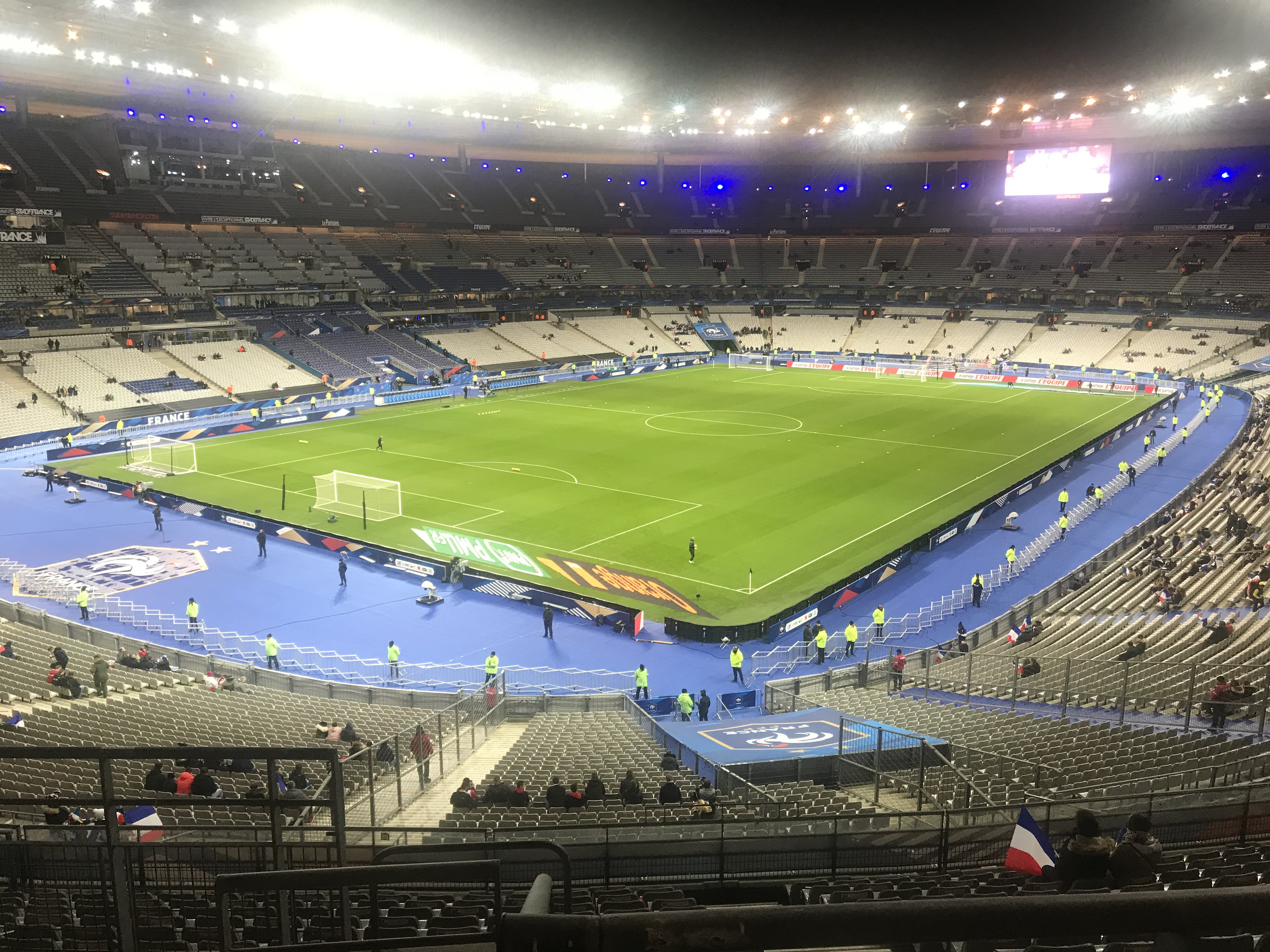
Stade de France, arena spotkania finałowego

Mecz finałowy Mistrzostw Świata w Piłce Nożnej 1998 odbył się 12 lipca 1998 roku o godzinie 21:00 na stadionie Stade de France w Saint-Denis, na przedmieściach stolicy Francji, Paryża. Spotkały się w nim reprezentacja Francji (gospodarze turnieju) z reprezentacją Brazylii (obrońcy tytułu). Sędzią tego meczu był Marokańczyk, Said Belqola. Mistrzostwo Świata po raz pierwszy w historii zdobyli Francuzi, którzy pokonali Brazylijczyków 3:0 po dwóch golach Zinédine’a Zidane’a i jednym trafieniu Emmanuela Petita. Tym samym zdobyli oni Puchar Świata FIFA.
Gospodarze imprezy dość pewnie przebrnęli przez fazę grupową pokonując wszystkich trzech rywali w grupie C (odpowiednio RPA 3:0, Arabię Saudyjską 4:0 oraz Danię 2:1). W 1/8 finału los zetknął ich z Paragwajem, z którym Trójkolorowi wygrali 1:0 po dogrywce. Ćwierćfinał to z kolei ich potyczka z Włochami wygrana po serii rzutów karnych stosunkiem 4:3. W półfinałach Les Bleus trafili na rewelację tych rozgrywek, reprezentację Chorwacji. Zwyciężyli ją 2:1.
Brazylijczycy z kolei zostali przydzieleni do grupy A razem z Norwegią, Marokiem i Szkocją. Po pierwszych dwóch zwycięskich meczach (2:1 ze Szkotami i 3:0 z Marokańczykami) przyszła pierwsza i jedyna porażka Brazylii na tym turnieju (1:2 z Norwegami). W 1/8 finału Canarinhos pewnie pokonali Chile 4:1, w ćwierćfinałach los skojarzył ich z Danią (zwycięstwo 3:2). Półfinały to z kolei starcie Brazylii z Holandią wygrane 4:2 po serii rzutów karnych.

## Uczestnicy

### Droga do finału
| Drużyna  | Pkt | M | W | R | P | Br+ | Br- | +/- |
| -------- | --- | - | - | - | - | --- | --- | --- |
| Brazylia | 6   | 3 | 2 | 0 | 1 | 6   | 3   | +3  |
| Norwegia | 5   | 3 | 1 | 2 | 0 | 5   | 4   | +1  |
| Maroko   | 4   | 3 | 1 | 1 | 1 | 5   | 5   | 0   |
| Szkocja  | 1   | 3 | 0 | 1 | 2 | 2   | 6   | -4  |

| Drużyna           | Pkt | M | W | R | P | Br+ | Br- | +/- |
| ----------------- | --- | - | - | - | - | --- | --- | --- |
| Francja           | 9   | 3 | 3 | 0 | 0 | 9   | 1   | +8  |
| Dania             | 4   | 3 | 1 | 1 | 1 | 3   | 3   | 0   |
| Południowa Afryka | 2   | 3 | 0 | 2 | 1 | 3   | 6   | -3  |
| Arabia Saudyjska  | 1   | 3 | 0 | 1 | 2 | 2   | 7   | -5  |

## Mecz
| 12 lipca 1998 21:00 | Brazylia | 0:3(0:2)Raport | Francja · 27', 45+1' Zinédine Zidane · 90' Emmanuel Petit | Stade de France, Saint-Denis Widzów: 80 tys. Sędzia: Said Belqola |
|                     |          |                |                                                           |                                                                   |

| 1             | Claudio Taffarel           |
| 2             | Cafu                       |
| 3             | Aldair                     |
| 4             | Junior Baiano              |
| 6             | Roberto Carlos             |
| 5             | César Sampaio              |
| 8             | Dunga (k.)                 |
| 10            | Rivaldo                    |
| 18            | Leonardo                   |
| 20            | Bebeto                     |
| 9             | Ronaldo                    |
| Rezerwowi:    |                            |
| 7             | Giovanni Silva de Oliveira |
| 11            | Emerson                    |
| 12            | Carlos Germano             |
| 13            | Zé Carlos                  |
| 14            | Gonçalves                  |
| 15            | André Cruz                 |
| 16            | Zé Roberto                 |
| 17            | Doriva                     |
| 19            | Denílson                   |
| 21            | Edmundo                    |
| 22            | Dida                       |
| Trener:       |                            |
| Mário Zagallo |                            |

| 16           | Fabien Barthez        |
| 15           | Lilian Thuram         |
| 18           | Frank Leboeuf         |
| 8            | Marcel Desailly       |
| 3            | Bixente Lizarazu      |
| 7            | Didier Deschamps (k.) |
| 19           | Christian Karembeu    |
| 17           | Emmanuel Petit        |
| 10           | Zinédine Zidane       |
| 6            | Youri Djorkaeff       |
| 9            | Stéphane Guivarc'h    |
| Rezerwowi:   |                       |
| 1            | Bernard Lama          |
| 2            | Vincent Candela       |
| 4            | Patrick Vieira        |
| 5            | Laurent Blanc         |
| 11           | Robert Pirès          |
| 12           | Thierry Henry         |
| 13           | Bernard Diomède       |
| 14           | Alain Boghossian      |
| 20           | David Trezeguet       |
| 21           | Christophe Dugarry    |
| 22           | Lionel Charbonnier    |
| Trener:      |                       |
| Aimé Jacquet |                       |

FRANCJA
PIERWSZY TYTUŁ